# Wahl zur Österreichischen Hochschülerinnen- und Hochschülerschaft 2023
Die Wahl zur Österreichischen Hochschülerinnen- und Hochschülerschaft 2023, kurz ÖH-Wahl 2023, fand vom 9. Mai 2023 bis zum 11. Mai 2023 statt. Gewählt wurde dabei die Bundesvertretung der Österreichischen Hochschülerinnen- und Hochschülerschaft, die Hochschulvertretungen sowie Studienvertretungen an 74 Hochschulen.

## Wahlmodus
Gewählt wird die ÖH alle zwei Jahre in jedem ungeraden Jahr zwischen Mitte April und Mitte Juni, traditionellerweise im Mai. Das führt dazu, dass die ÖH-Wahl alle zehn Jahre mit der Europawahl zusammenfallen. Zuletzt war dies 2019 der Fall. Die Österreichische Hochschülerinnen- und Hochschülerschaft ist grundsätzlich auf drei Ebenen eingerichtet: Es gibt die Bundesvertretung, pro Hochschule (Universität, Pädagogische Hochschule, Fachhochschule oder Privatuniversität) eine Hochschulvertretung und für jedes ordentliche Studium eine Studienvertretung. Letztere können per Beschluss der jeweils zuständigen Hochschulvertretung zusammengefasst werden, sodass eine Studienvertretung von den Studierenden mehrerer ordentlicher Studien gewählt wird.
Zuständig für die Abwicklung der Wahl sind die Wahlkommissionen bzw. die Unterwahlkommissionen. Die Wahlen erfolgen auf Grund des allgemeinen, gleichen und geheimen Wahlrechtes für jedes Organ einzeln, aber zeitgleich. Neben der Möglichkeit der Präsenzwahl ist es auch möglich, die Stimme per Brief abzugeben, jedoch nur für die Hochschulvertretungen und die Bundesvertretungen. Die Studienvertretungen können nicht per Brief gewählt werden.

### Zu wählende Organe
Die Wahlen zur Bundesvertretung sowie zu den Hochschulvertretungen erfolgen nach einem Listenwahlrecht. Es kann pro zu wählendes Organ eine wahlwerbende Gruppe gewählt werden. Zur Wahl zur Bundesvertretung sowie zu vielen Hochschulvertretungen treten wahlwerbende Gruppen an, die zwar laut HSG unabhängig voneinander agieren, sich jedoch außerhalb der Studierendenvertretungsstrukturen miteinander vernetzen und auf gemeinsame Ziele hinarbeite. Insbesondere zu nennen sind die seit 2015 konstant in der Bundesvertretung vertretenen wahlwerbenden Gruppen VSStÖ, AG, GRAS, JUNOS Studierende, FLÖ, KSV-LiLi, KSV-KJÖ und RFS. In der Bundesvertretung sind immer 55 Mandate zu vergeben, die Größe der Hochschulvertretungen richtet sich nach der Anzahl der Wahlberechtigten und bewegt sich zwischen 7 und 27 Mandaten.
Die Mandate der Studienvertretungen werden nach einem Personenwahlrecht vergeben. Es können am Stimmzettel so viele Personen gewählt werden, wie Mandate zu vergeben sind. Bei bis zu 400 Wahlberechtigten sind drei Mandate zu vergeben, ab 401 Wahlberechtigten fünf.
Gibt es weniger als halb so viele Kandidaturen wie Mandate zu besetzen sind, unterbleibt die Wahl. Dies kommt vor allem bei kleinen Studienvertretungen regelmäßig vor. Auch an kleinen Hochschulvertretungen kommt es vor, dass die Wahlen zur Hochschulvertretung unterbleiben. 2023 war dies der Fall an der Anton Bruckner Privatuniversität, der Bertha von Suttner Privatuniversität und an der Danube Private University.

### Wahltage
Die Wahl selbst findet an drei Hauptwahltagen statt. Diese sind per Verordnung vom zuständigen Minister festzulegen. Bildungseinrichtungen, an denen berufsbegleitende Studien oder duale Studiengänge eingerichtet sind, können den ersten und/oder den zweiten Wahltag auf den Freitag und/oder den Samstag vor den Hauptwahltagen vorziehen. Theoretisch kann das an Pädagogischen Hochschulen, Fachhochschulen oder Privatuniversitäten möglich sein. In Summe können die Studierenden ihre Stimme also an fünf Wahltagen in Präsenz abgeben.

### Wahlberechtigungen
Jede Person darf für jedes Organ, zu welchem sie wahlberechtigt ist, einmal abstimmen. Die Wahlberechtigungen richten sich nach den betriebenen Studien. Ordentliche Mitglieder der Österreichische Hochschülerinnen- und Hochschülerschaft dürfen ihre Stimme zur Wahl der Bundesvertretung abgeben, unabhängig davon welches, wie viele und an welcher Hochschule ein Studium betrieben wird. Darüber hinaus ist jede Person wahlberechtigt zur Hochschulvertretung an jener Hochschule, an der das Studium betrieben wird. Durch gemeinsam eingerichtete Studien oder Mehrfachstudien können so Wahlberechtigungen zu mehreren Hochschulvertretungen entstehen. Selbiges gilt für die Studienvertretungen.

#### Von mehr als zwei Hochschulen gemeinsam eingerichtete Studien
Wenn ein Studium von mehr als zwei Hochschulen gemeinsam eingerichtet ist, so kommt es zu einer künstlichen Beschränkung der ausübbaren Wahlberechtigungen. Theoretisch ist der oder die Studierende zu jeder Hochschulvertretung und den zugehörigen Studienvertretungen aktiv wahlberechtigt, darf jedoch maximal zwei davon ausüben. Das trifft aktuell auf die Lehramtsstudien der Sekundarstufe Allgemeinbildung im Rahmen der PädagogInnen Bildung NEU sowie das von der Universität Wien, der Technischen Universität Wien und der Universität für Bodenkultur Wien gemeinsam betriebene Studium „Green Chemistry“ zu. Werden mehrere solche Studien betrieben können aber auch mehr Wahlrechte konsumiert werden. Davon unberührt ist das passive Wahlrecht.

## Ausgangslage

### Wahl 2021 und Folgen
Aus der Wahl 2021 ging der VSStÖ, eine Vorfeldorganisation der SPÖ, erstmals in seiner fast 130-jährigen Geschichte als mandats- und stimmenstärkste Fraktion hervor. Massiv an Stimmen verlor die ÖVP-nahe AktionsGemeinschaft, welche seit Oktober 2020 mit Sabine Hanger die ÖH-Vorsitzende stellte. Der VSStÖ bildete gemeinsam mit der GRAS (den Grünen nahestehend) und der FLÖ eine Neuauflage der linken Koalition, welche seit 2015 in dieser Konstellation bestand und im Sommer 2020 zerbrochen ist. Damit wurde die Minderheitenexekutive von AG und JUNOS wieder durch eine linke Koalition mit einer Mehrheit in der Bundesvertretung abgelöst.
Zur Vorsitzenden wurde Sara Velić (VSStÖ) gewählt. Diese trat in der Hälfte der Amtszeit zurück und gab den Vorsitz an Keya Baier (GRAS) ab.

### Wahlwerbende Gruppen und Spitzenkandidaten
Zur ÖH-Wahl 2023 traten neun wahlwerbende Gruppen zur Wahl zur Bundesvertretung an. Neben den acht bereits im Gremium vertretenen Fraktionen trat auch die neue Liste „Who the f*ck is Herbert?“ zur Wahl an.
Die Fraktionen traten mit folgenden Spitzenkandidaten an:
- Verband Sozialistischer Student_innen in Österreich (VSStÖ): Nina Mathies
- Grüne & Alternative Student_innen (GRAS): Sarah Rossmann
- AktionsGemeinschaft (AG): Muhammed Durmaz
- JUNOS – Junge liberale Studierende (JUNOS Studierende): Lukas Schobesberger
- Unabhängige Fachschaftslisten Österreichs (FLÖ): Michael Pinter
- Kommunistischer Student_innenverband – Linke Liste (KSV-LiLi): Lola Fürst
- Kommunistischer Studierendenverband (KJÖ) (KSV-KJÖ): Lukas Pflanzer
- Ring Freiheitlicher Studenten (RFS): Peter Leskosek
- Who the f*ck is Herbert? (HERBERT): Julian Gredinger

Die meisten wahlwerbenden Gruppen werden traditionellerweise einer Partei zugeordnet, die Intensität der Zusammenarbeit ist aber sehr unterschiedlich.
Der VSStÖ ist ein Verein, welcher in den Parteistatuten der SPÖ verankert ist und als Vorfeldorganisation drei Delegierte zum Bundesparteitag entsendet. Die GRAS ist eine eigene eingetragene Partei, wird aber finanziell und strukturell von den Grünen unterstützt und pflegt auch engen Kontakt mit diesen. Die AktionsGemeinschaft gilt allgemein als ÖVP-nahe, sie selbst bezeichnet sich als unabhängig und verneint eine Nähe zur Volkspartei. Eine besonders enge Verbindung und starke personelle Überschneidungen haben die JUNOS Studierenden mit den NEOS und ihren übrigen Vorfeldorganisationen wie JUNOS und JUNOS Schüler_innen. Die FLÖ pflegt kein Naheverhältnis zu einer Partei und betont diese Parteiunabhängigkeit auch immer. Die beiden KSVs werden von verschiedenen Teilen der KPÖ finanziert. Der KSV-LiLi steht der Bundespartei näher, der KSV-KJÖ vor allem der KPÖ Steiermark. Der Ring Freiheitlicher Studenten wird von der FPÖ unterstützt. Die neue Liste HERBERT steht wie die FLÖ keiner Partei nahe.

## Ergebnis der Wahl zur Bundesvertretung
Alle zur Wahl angetretenen wahlwerbenden Gruppen schafften den Einzug in die Bundesvertretung. Der VSStÖ konnte seinen Platz als stimmen- und mandatsstärkste Fraktion verteidigen und ein Mandat dazuzugewinnen. Der Verband stellt damit 15 der 55 Mandatare in der Bundesvertretung. Minimale Zugewinne konnte AktionsGemeinschaft verbuchen, sie stagnierte jedoch weiterhin bei 12 Mandaten. Auf Platz drei rutsche die GRAS mit über 3 % minus ab. Das bedeutete für sie den Verlust eines Mandates, womit sie mit 11 genau ein Fünftel der Mandate hält. Auch ein Mandat verloren die JUNOS Studierenden, die mit 9,01 % erstmals seit der Wiedereinführung der Direktwahl 2015 kein zweistelliges Ergebnis verbuchen konnten. Ebenso das schlechteste Wahlergebnis seit der Wiedereinführung der Direktwahl fuhr die FLÖ mit nur vier Mandaten ein, ein Minus von zwei. Der KSV-LilLi konnte sein historisch bestes Ergebnis erzielen und hält erstmals drei Mandate. Ebenso wie die AG stagniert auch der KSV-KJÖ trotz leichten Zugewinnen auf dem Ergebnis von 2021, nämlich bei zwei Mandaten. Aus dem Stand errang die neu angetretene Liste HERBERT zwei Mandate. Mit nur einem Mandat blieb der RFS stimmen- und mandatsschwächste Fraktion in der Bundesvertretung.
- KSV-KJÖ: 2
- KSV-LiLi: 3
- VSStÖ: 15
- GRAS: 11
- HERBERT: 2
- FLÖ: 4
- JUNOS: 5
- AG: 12
- RFS: 1

### Wahlergebnis 2023 im Detail
| Liste    | Ergebnis in Stimmen | Ergebnis in Prozent | Mandate |
| -------- | ------------------- | ------------------- | ------- |
| VSStÖ    | 18.851              | 26,52 %             | 15      |
| AG       | 15.008              | 21,12 %             | 12      |
| GRAS     | 13.207              | 18,58 %             | 11      |
| JUNOS    | 6.405               | 9,01 %              | 5       |
| FLÖ      | 5.899               | 8,30 %              | 4       |
| KSV LiLi | 3.702               | 5,21 %              | 3       |
| KSV-KJÖ  | 3.165               | 4,45 %              | 2       |
| HERBERT  | 2.820               | 3,97 %              | 2       |
| RFS      | 2.015               | 2,84 %              | 1       |
| Summe    | 71.072              | 100,00 %            | 55      |

### Wahlbeteiligung
Immer wieder ein Thema im Zusammenhang mit den ÖH-Wahlen war die Wahlbeteiligung. Kritiker und Kritikerinnen benutzen die niedrige Wahlbeteiligung immer wieder als Argumentationsgrundlage für eine Delegitimation der ÖH. Nach dem historischen Tief von 15,79 % 2021 gaben 2023 fast 20.000 Studierende mehr ihre Stimme ab, was einer Wahlbeteiligung von 21,16 % entsprach. Auch das lag unter dem Vor-Corona-Niveau von ca. 25 %.
Die Wahlbeteiligung schwankt von Hochschule zu Hochschule sehr stark. Während manche Hochschulen eine fast 50%ige Wahlbeteiligung erreichen konnten, lag sie insbesondere bei vielen Privatuniversitäten unter 5 %.

### Koalitionsbildung
Für eine Mehrheit in der 55-köpfigen Bundesvertretung werden 28 Sitze benötigt. Somit werden zumindest drei Listen zur Bildung einer Mehrheitskoalition gebraucht. Trotz der Verluste von GRAS und FLÖ behielt die amtierende Koalition eine Mehrheit von 30 Sitzen (minus zwei Sitze im Vergleich zur Wahl 2021). Da VSStÖ und GRAS, welche bereits seit 2001 mit kurzen Unterbrechungen in verschiedenen Konstellationen gemeinsam koalieren, gemeinsam 26 Mandate auf sich vereinen konnten, war die Bildung einer Koalition mit jeder anderen Fraktion möglich. Bereits im Wahlkampf schlossen alle wahlwerbenden Gruppen eine Zusammenarbeit mit Rechtsextremen aus. Die AktionsGemeinschaft und die JUNOS Studierenden schlossen zudem die Bildung einer Koalition mit den beiden kommunistischen Listen aus. Sowohl der KSV-KJÖ als auch der KSV-LiLi schlossen wiederum die Zusammenarbeit mit allen nicht linken Fraktionen (AktionsGemeinschaft, JUNOS Studierende und RFS) aus. Sowohl VSStÖ als auch GRAS und FLÖ bekundeten bereits im Wahlkampf ihren Willen, weiterhin in einer linken Koalition arbeiten zu wollen.
In der Woche der konstituierenden Sitzung wurde bekannt, dass VSStÖ und GRAS weiterhin Teil der Koalition bleiben werden, als kleinste Partnerin ersetzte der KSV-LiLi die FLÖ, welche seit 2011 Bestandteil der Koalition war. Der KSV-LiLi, welcher schon seit 20 Jahren Teil einer linken Koalition in der Hochschülerinnen- und Hochschülerschaft an der Universität Wien war, konnte somit erstmals Teil der Exekutive im Bund werden. Zuletzt war der KSV 2002 Teil der Bundesexekutive, was vor der Spaltung im Jahr 2006 war. Diese Koalition verfügt über 29 Sitze, davon 15 vom VSStÖ, 11 von der GRAS und 3 vom KSV-LiLi.
Bei der konstituierenden Sitzung der Bundesvertretung am 23. Juni 2023 wurde Nina Mathies (VSStÖ) mit 32 Stimmen zur Vorsitzenden gewählt. Zur ersten stellvertretenden Vorsitzenden mit ebenso 32 Stimmen wurde Sarah Rossmann (GRAS) gewählt. Nur Simon Neuhold (KSV-LiLi) konnte bei seiner Wahl zum zweiten stellvertretenden Vorsitzenden 34 Stimmen auf sich vereinen.
Wie seit vielen Jahren üblich, wechselte der Vorsitz zur Halbzeit zwischen den zwei größten Fraktionen. In der Sitzung der Bundesvertretung am 21. Juni 2024 traten die amtierende Vorsitzende Nina Mathies (VSStÖ) und die amtierende erste Stellvertreterin Sarah Rossmann (GRAS) von ihren Ämtern zurück. In der von Simon Neuhold (KSV-LiLi) in seiner Funktion als geschäftsführender zweiter stellvertretender Vorsitzender geleiteten Sitzung wurde Sarah Rossmann (GRAS) mit 32 von 53 Stimmen zur Vorsitzenden, Nina Mathies (VSStÖ) mit 36 von 52 Stimmen zur ersten stellvertretenden Vorsitzenden gewählt.

## Ergebnisse der Wahlen zu den einzelnen Hochschulvertretungen

### Allgemeines
Die Ergebnisse der Wahlen zu den lokalen Hochschulvertretungen fallen für gewöhnlich sehr unterschiedlich aus, jedoch sind traditionell an manchen Hochschulen bestimmte Fraktionen besonders stark. Für die wahlwerbenden Gruppen sind manche Hochschulen auch von besonderer Bedeutung. So erhielt etwa die FLÖ über die Hälfte ihrer Stimmen an nur vier Universitäten, an denen sie traditionell stark ist. 3.671 der 5.899, das sind 62 % kommen von der Technischen Universität Graz, der Technischen Universität Wien, der Universität für Bodenkultur Wien und der Universität Klagenfurt. Der KSV-LiLi erhielt gar fast die Hälfte seiner Stimmen an der Universität Wien, nämlich 1.598 von insgesamt 3.702 (43 %). Generell nimmt die Universität Wien insofern eine Sonderstellung ein, als dass sie als größte Hochschule des Landes etwa ein Fünftel der Wahlberechtigten auf sich vereint und hier insbesondere die linken Fraktionen stark sind. Der VSStÖ errang fast ein Viertel seiner Stimmen hier, die GRAS immerhin 15 %.

### Universität Wien
Der VSStÖ konnte an der Universität Wien mit über 36 % und 11 Mandaten sein historisch bestes Ergebnis erreichen. Die GRAS konnte zwar Platz zwei verteidigen, verlor aber nach dem starken Minus 2021 erneut vier Prozent und ein Mandat. Aufgrund des Zugewinnes von fast fünf Prozent und einem Mandat konnte auch der KSV-LiLi sein historisch bestes Ergebnis feiern. Die übrigen Listen gewannen oder verloren moderat, ein Mandat wanderte von den JUNOS zur Unabhängigen Fachschaftsliste Uni Wien. Die bestehende Rot-Rote Koalition zwischen VSStÖ und KSV-LiLi konnte ihre Mehrheit ausbauen und wurde so weitergeführt.

### Universität Graz
An der Universität Graz traten neun Listen zu Wahl an, so viele wie an sonst keiner Hochschulvertretung. Der VSStÖ konnte hier vier Prozent zulegen, alle anderen bereits vertretenen Listen verloren prozentuell. Die neu angetretenen wahlwerbenden Gruppen Linke Liste Graz, Ring Freiheitlicher Studenten und Piraten schafften alle den Einzug nicht. Die Unabhängige Fachschaftslisten Uni Graz und die JUNOS verloren je ein Mandat, nicht wegen hoher Verluste, sondern weil statt wie vor zwei Jahren nicht mehr 19 Mandate zu vergeben waren, sondern nur mehr 17. Die seit 2019 österreichweit einzigartige „Grapefruit-Koalition“ aus GRAS, AG und JUNOS wurde nicht fortgeführt. Stattdessen bildete sich eine Koalition aus VSSTÖ und AG. Vorsitzende im Jahr der Wahl war hier die GRAS-Spitzenkandidatin Sarah Rossmann.

### Universität Innsbruck
Seit Jahren galt die Universität Innsbruck als Hochburg der Aktionsgemeinschaft. Nachdem diese 2021 die absolute Mehrheit verloren hatte, konnte sie wieder leicht zulegen, stagnierte aber bei acht von 19 Mandaten. Entgegen dem bundesweiten Trend verlor der VSStÖ zugunsten der GRAS ein Mandat. Auch die JUNOS, Koalitionspartnerin der Aktionsgemeinschaft verloren ein Mandat, dieses errang der neu angetretene KSV-LiLi. Somit gab es erstmals seit 2007 wieder eine linke Mehrheit an der Universität Innsbruck. Die AG-JUNOS-Koalition wurde von einer grün-rot-roten Koalition abgelöst.

### Medizinische Universitäten
An der Medizinischen Universität Wien erreichte die parteiunabhängige Fraktion Wiener unabhängige Medizinstudierende 10 der 11 Mandate. Das elfte ging an den VSStÖ. An der Medizinischen Universität Graz konnte der VSStÖ alle neun Mandate auf sich vereinen, die GRAS und die AG verloren je einen Sitz und schieden aus der Hochschulvertretung aus. Hingegen erhielt der VSStÖ an der Medizinischen Universität Innsbruck ein Mandat, die restlichen acht gingen an die Innsbrucker Medizinerunion.

### Universität Salzburg
An der Universität Salzburg musste die GRAS nach vier Jahren Vorsitz ein Minus von über 10 % hinnehmen. Stärkste Fraktion wurde der VSStÖ, welcher zwei Mandate hinzugewinnen konnte. Neu einziehen konnte der KSV-KJÖ. Die bestehende Koalition von VSStÖ, GRAS und LUKS wurde unter roter Führung fortgesetzt.

### Technische Universität Wien
Die Technischen Universitäten sind klassischerweise Hochburgen der FLÖ. An der Technischen Universität Wien konnte die FLÖ mit unter einem Prozent plus das zwölfte Mandat und damit die Zweidrittelmehrheit zurückerobern. Die parteiunabhängige TU*basis gewann ebenso dazu, alle anderen Listen verloren im Vergleich zur Wahl von vor zwei Jahren. GRAS, AG und KSV-KJÖ verpassten somit den (Wieder-)Einzug in die Hochschulvertretung.

### Technische Universität Graz
An der Technischen Universität Graz verbuchte die FLÖ zwar Verluste, konnte aber ihren Platz als stimmenstärkste Fraktion klar verteidigen. Hier wurde die Koalition mit dem VSStÖ fortgesetzt.

### Montanuniversität Leoben
In Leoben konnte der VSStÖ an der Montanuniversität Platz eins erreichen. Die Koalition aus Aktionsgemeinschaft und Liste Leobener Studenten behielt jedoch eine Mehrheit und wurde fortgeführt.

### Universität für Bodenkultur Wien
Die FLÖ konnte auch an der Universität für Bodenkultur Wien den ersten Platz klar verteidigen. Ein Mandat wanderte von der GRAS zum VSStÖ, welcher dir GRAS überholte und somit zweitstärkste Kraft in der Hochschulvertretung wurde. Die FLÖ-VSStÖ-Koalition wurde auch hier weitergeführt.

### Veterinärmedizinische Universität Wien
An der Veterinärmedizinischen Universität Wien veränderten sich die Mehrheitsverhältnisse nicht, der neu angetretene KSV-LiLi schaffte den Einzug nicht.

### Wirtschaftsuniversität Wien
Die Wirtschaftsuniversität Wien ist eine der Hochburgen der AktionsGemeinschaft. Nachdem 2021 die absolute Mehrheit in Stimmen verloren gegangen war (in Mandaten blieb die absolute Mehrheit bestehen) errang die AG mit über 20 % plus die Zweidrittelmehrheit in der Hochschulvertretung zurück. Alle anderen wahlwerbenden Gruppen verloren je ein Mandat, was für die GRAS das Ausscheiden aus der Hochschulvertretung bedeutete.

### Universität Linz
Die AG konnte an der Universität Linz ihren Vorsprung auf den VSStÖ ausbauen, dieser verlor zudem über 5 %. Neu einziehen konnte die GRAS mit einem Mandat, nachdem sie zur letzten Wahl 2021 nicht angetreten war. Die AktionsGemeinschaft, welcher nur ein Sitz auf die absolute Mehrheit fehlt, stützt sich auf ein Arbeitsübereinkommen mit der No Ma'am.

### Universität Klagenfurt
An der Universität Klagenfurt konnten gleich zwei neue Listen einziehen, nämlich die GRAS und der KSV-KJÖ. Bis auf die AG verloren alle bereits vertretenen Listen an Stimmen. Stärkste Kraft wurde der VSStÖ, welcher es jedoch nicht schaffte eine Koalition zustande zu bringen. Im dritten Wahlgang in der konstituierenden Sitzung am 15. Juni 2023 wurde mit sieben ungültigen und vier Pro Stimmen Laura Zachmann vom KSV-KJÖ zur Vorsitzenden gewählt. Eine Koalition besteht weiterhin nicht, die Mehrheit der Mandatare (VSStÖ und AG) wählten ungültig.

### Kunstuniversitäten
An der Universität für angewandte Kunst Wien, der Universität für Musik und darstellende Kunst Wien, der Universität Mozarteum Salzburg und der Universität für künstlerische und industrielle Gestaltung Linz trat jeweils nur eine Liste an. An der Akademie der bildenden Künste Wien sowie der Universität für Musik und darstellende Kunst Graz konnte je eine unabhängige Liste die absolute Mehrheit erringen.

### Universität für Weiterbildung Krems
Nachdem 2021 die Wahl zur Hochschülerinnen- und Hochschülerschaft an der Donau-Universität Krems mangels Kandidaturen unterblieb, vereinte die einzige antretende Liste, die AktionsGemeinschaft 2023 alle neun Mandate auf sich.

### Fachhochschule Burgenland
An der Fachhochschule Burgenland errang der VSStÖ mit Verlusten Platz eins. Die JUNOS konnten sich verdoppeln und schafften somit Platz zwei. Mit je zwei Mandaten folgen die lokale Liste FH Move und die AG.

### Fachhochschule Campus
An der größten Fachhochschule Österreichs konnte der VSStÖ zwar nicht die absolute Stimmenmehrheit verteidigen (2021: 54,86 %, 2023: 46,00 %), jedoch die absolute Mandatsmehrheit mit sechs von elf Mandaten. Den Sprung auf Platz zwei schafften die neu angetretenen JUNOS. Weiters vertreten sind auch die AG und der KSV-KJÖ.

### FH Joanneum
Der VSStÖ und die Aktionsgemeinschaft konnten hier beide 270 Stimmen erringen und lagen somit beide auf Platz eins. Wie in der HSWO vorgesehen, entschied das Los und sprach das Mandat, auf das beide Anspruch gehabt hätten, dem VSStÖ zu. Dennoch wurde die sozialliberale Koalition aus VSStÖ und JUNOS abgelöst von einer Koalition aus AG, JUNOS und FRUST.

### IMC Fachhochschule Krems
Wie bereits bei der letzten Wahl konnte die lokale Liste Students Of Krems acht der neun Mandate erringen. Das neunte ging an die AktionsGemeinschaft.

### FH Oberösterreich
Nachdem bei der Wahl 2021 nur die Aktionsgemeinschaft angetreten war, konnte der VSStÖ hier aus dem Stand mit 44,99 % vier der neun Mandate erringen.

### Fachhochschule St. Pölten
Die FEST sicherte sich an der Fachhochschule St. Pölten mit fast 90 % der Stimmen acht der neun Mandate, das letzte fiel an die AG.

### Fachhochschule Technikum Wien
Die Mehrheitsverhältnisse an der FH Technikum blieben unverändert. Sechs Mandate hält die USV (eine der FLÖ nahestehende Liste) und drei die AktionsGemeinschaft.

### Fachhochschule Wiener Neustadt
2021 waren noch zwei Listen angetreten, 2023 waren es bereits vier. Je drei Mandate vereinten LUS bzw. AG auf sich. Die JUNOS folgten mit zwei, das letzte ging an den VSStÖ.

### MCI Innsbruck
Auf Kosten der bisher größten Fraktion, der L.U.St konnten AG und JUNOS zulegen, bei den JUNOS ging sich auch das vierte Mandat aus.

### Andere Fachhochschulen
An allen anderen Fachhochschulen trat nur eine Liste zur Wahl an, die dementsprechend alle Mandate auf sich vereinen konnte.

### Pädagogische Hochschule Steiermark
An der Pädagogischen Hochschule Steiermark konnte der VSStÖ über 20 % zulegen und verdrängte nicht nur die JUNOS aus der Hochschulvertretung (bisher mit zwei Mandaten vertreten), sondern rang auch der AG zwei Mandate ab, sodass diese nur mehr mit einem Mandat vertreten ist.

### Pädagogische Hochschule Wien
Nachdem die JUNOS 2023 hier nicht mehr antraten, profitierte vor allem die Unabhängige GUStL davon, der VSStÖ konnte nur leicht hinzugewinnen und erhielt somit vier der neun Mandate.

### Privatuniversitäten
An keiner Privatuniversität trat mehr als eine Liste zur Wahl an. An dreien unterblieb die Wahl mangels Kandidaturen, nämlich an der Bertha von Suttner Privatuniversität, der Danube Private University und der Anton Bruckner Privatuniversität.

## Technische Probleme
Überschattet wurde die Wahl von technischen Problemen vor und während der Wahl. Erstmals wurde die Wahl nicht von der Bundesrechenzentrum GmbH durchgeführt, sondern von einer privaten Anbieterin, der Brainformance IT Services GmbH. Die Erstellung des vorläufigen Wählerinnen- und Wählerverzeichnisses verzögerte sich, weshalb es nicht wie vorgesehen am 30.03. aufgelegt wurde, sondern an den meisten Hochschulen erst am 03.04. Auch an den Wahltagen kam es zu Zwischenfällen. So fiel am Dienstag das elektronische Wahladministrationssystem an manchen Hochschulen gänzlich aus, weswegen Studierende für einige Zeit ihre Stimmen nicht abgeben konnten. Auch die Ergebnisverkündung fand nicht wie gewohnt am Donnerstag statt, sondern erst am Montag der Folgewoche.